# Маленький Будда
«Мале́нький Бу́дда» (англ. Little Buddha) — італо-франко-британський фільм за мотивами переказів про життя майбутнього Будди, знятий 1993 року Бернардом Бертолуччі; в головних ролях — Бріджит Фонда, Кріс Айзек та Кіану Рівз («маленький Будда»).

## Сюжет
Група ченців шукає реінкарнацію великого Вчителя серед дітей: відібрані двоє хлопці, з Сієтла та Катманду, та індійська дівчинка приїжджають до Бутану, де на них чекають особливі випробування.

## У ролях
- Бріджит Фонда — Лайза Конрад
- Кіану Рівз — Сіддхартха
- Кріс Айзек — Дін Конрад
- Ін Жочен — Лама Норбу
- Алекс Вісенденджер — Джессі Конрад
- Раджу Лал — Раджу
- Греїшма Макар Сінгх — Гіта
- Сог'ял Рінпоче — Кенпо Тензин
- Джо Чампа — Марія